# Caló d’en Rafalino
Caló d’en Rafalino ist eine kleine Nebenbucht der Cala Morlanda im Osten der spanischen Baleareninsel Mallorca. Sie befindet sich im nordöstlichen Teil des Gemeindegebietes von Manacor.

## Lage und Beschreibung

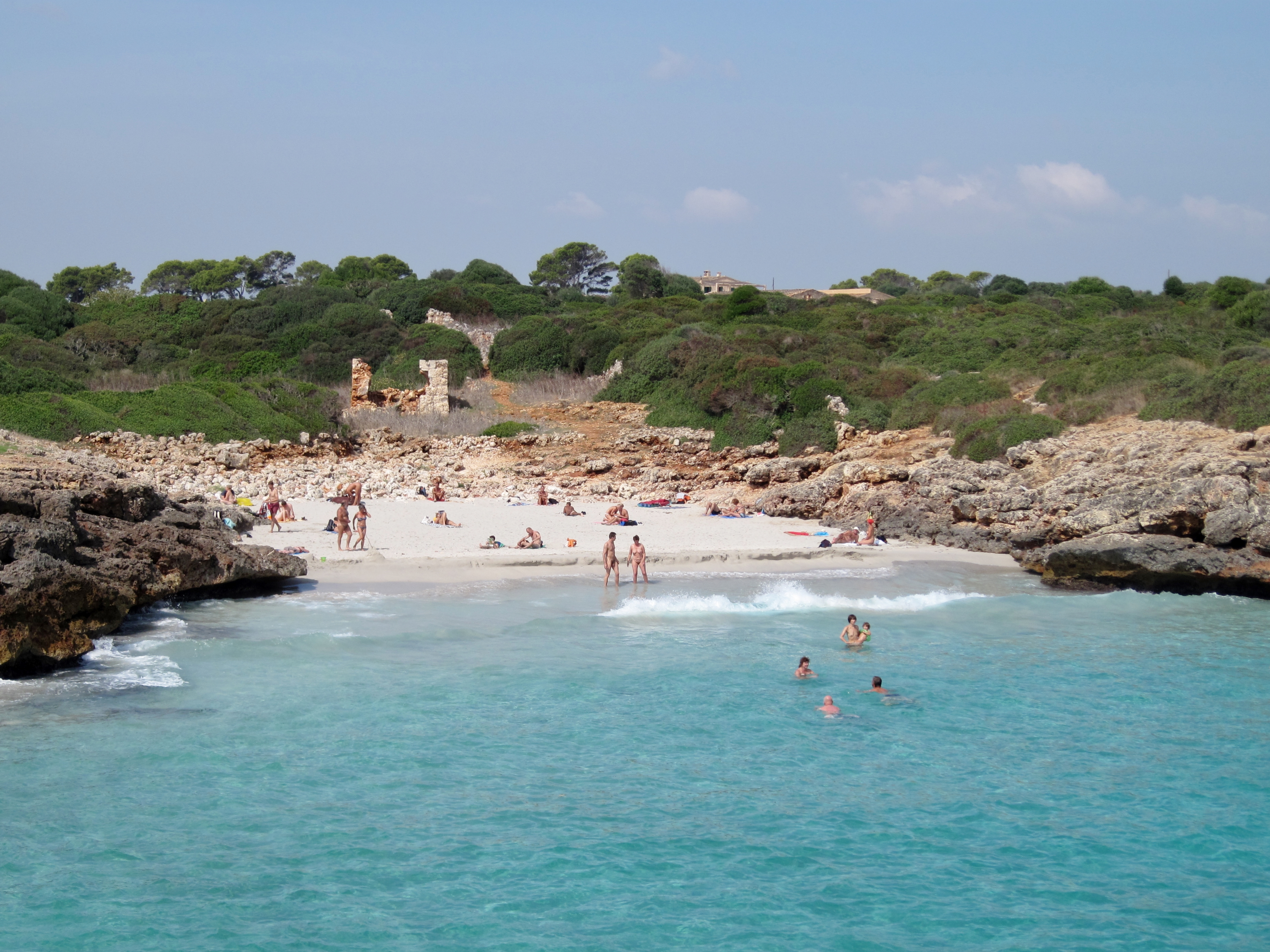
Sandstrand (Jahr 2009)

Die felsige Bucht von en Rafalino bildet den südwestlichen Teil der Cala Morlanda, eines Meereseinschnitts südlich des Touristenortes S’Illot – Cala Morlanda. Sie schließt im Südosten mit dem Kap Punta Rasa ab. Das Hinterland, das Gebiet von sa Gruta, ist kaum bebaut. Hinter dem Strand an der Westseite der Bucht steht die Ruine eines kleinen, mittlerweile halb eingefallenen Gebäudes, das an einen Bootsunterstand erinnert. Benannt ist Caló d’en Rafalino nach den wenigen Gebäuden von Can Rafalino an der Straße von der Cala Morlanda ins Landesinnere.
An der westlichen Seite der Caló d’en Rafalino befindet sich ein etwa 20 Meter langer Strand. Die Sandfläche oberhalb der Wasserlinie ist in manchen Jahren, wie beispielsweise im Jahr 2008, fortgespült, in anderen Jahren bis zu 15 Meter breit. Auf einer Breite von 5 Metern bis zu den ersten Büschen wechseln sich auf leicht ansteigendem Gelände Felsen und kleinere Steine ab. Eingerahmt wird der Meereseinstieg durch niedrige Klippen. Der Strand wird nur von wenigen Badegästen aufgesucht. Es wird auch nackt gebadet.

## Zugang
Von der Hauptstraße MA-4023 zwischen Cala Millor und Porto Cristo zweigt am Kilometer 2,8 die Straße Camí de Cala Morlanda östlich in Richtung Meer zur Siedlung Cala Morlanda an der gleichnamigen Bucht ab. Von dort führen mehrere Pfade in Richtung Südwesten nahe der Küste entlang, auf denen man nach etwa 400 Metern zur Bucht von en Rafalino gelangt.

## Belege
- Manacor Turístic: Umweltatlas Manacor, Ajuntament de Manacor / Delegació de Turisme / Delegació de Medi Ambient 2008